# Esquela

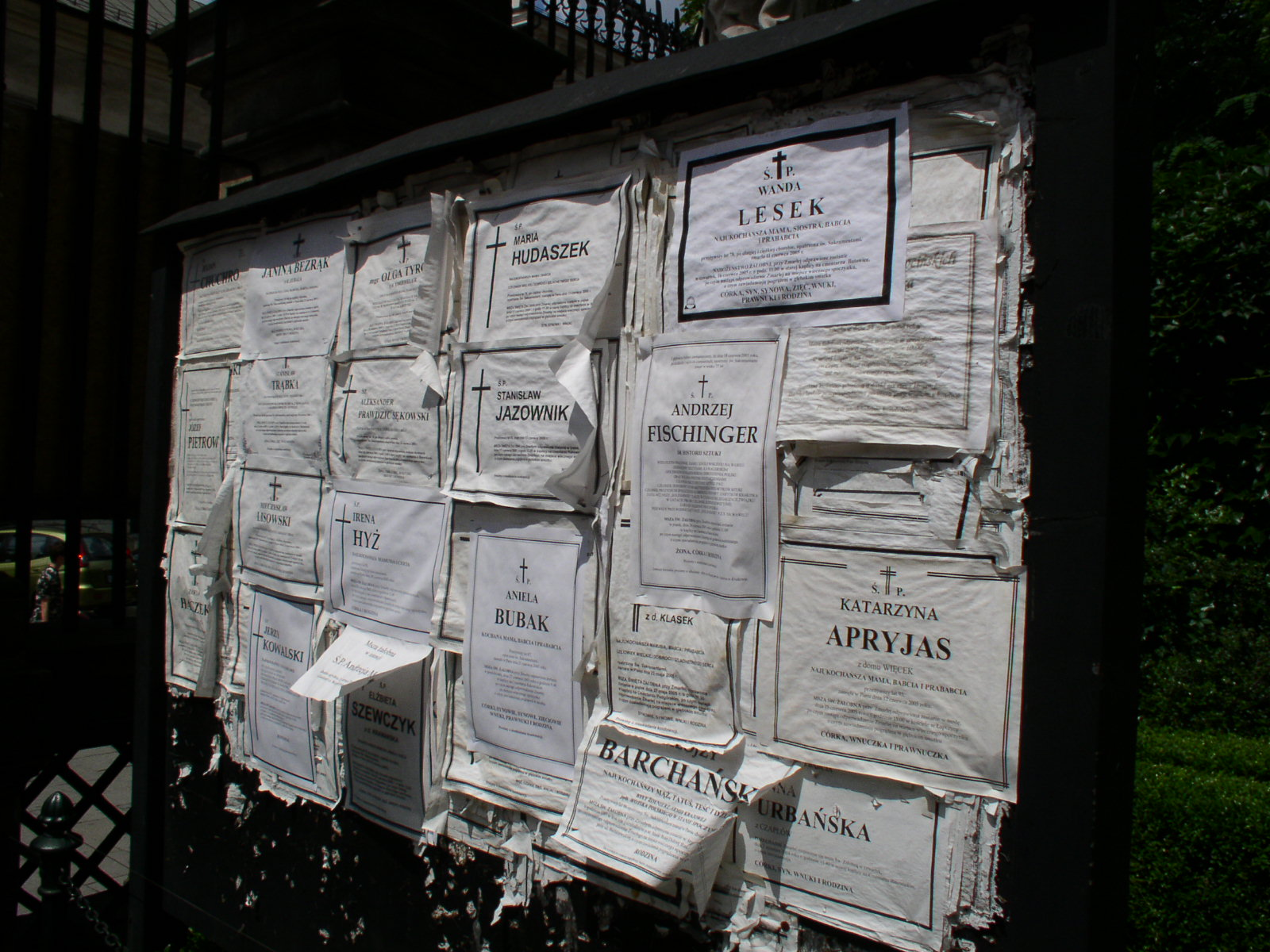
Esquelas a la puerta de una iglesia de Cracovia.

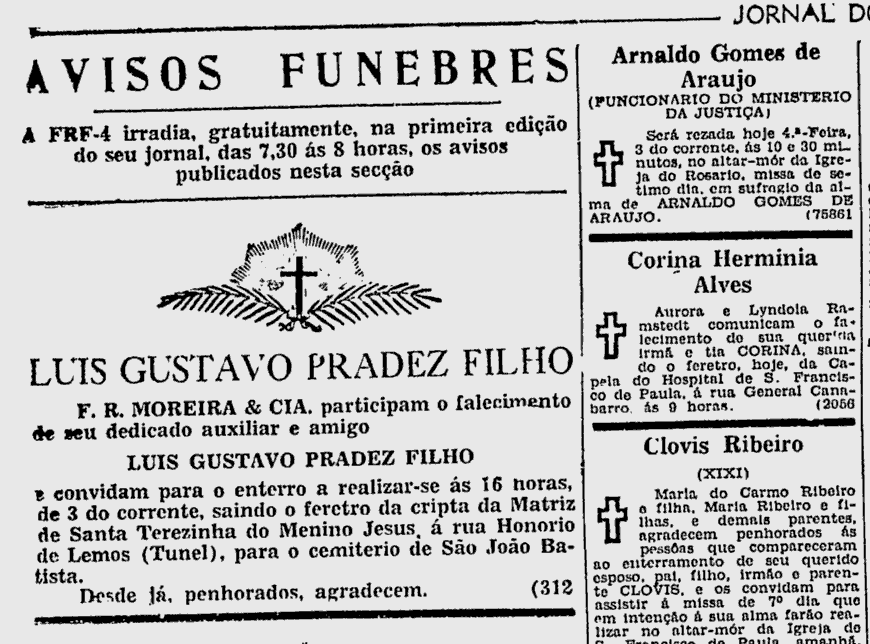
Avisos fúnebres en la edición del 3 de enero de 1940 en el periódico Jornal do Brasil.

Una esquela, a veces también llamado aviso fúnebre o aviso mortuorio, es una nota recuadrada en negro que publicada en un medio de comunicación o afichada en un lugar público, da noticia del fallecimiento de una persona. 
Primitivamente, se llamaba esquela a una carta breve que se utilizaba para citar o convidar a algunas personas a una reunión o a un homenaje. Posteriormente, este término derivó hacia el aviso del fallecimiento de una persona alcanzando finalmente el sentido actual, aunque el vocablo aún hoy día también se aplica para señalar cualquier mensaje breve y escrito, tanto impreso como manuscrito, dirigido a una persona concreta o dirigido a un colectivo, y que de alguna forma se entrega o se hace circular.
Las esquelas fúnebres por lo general son publicadas por los familiares del fallecido, aunque también así proceden otras personas allegadas a él, como compañeros del trabajo, camaradas, socios, etc.

## Formato y redacción

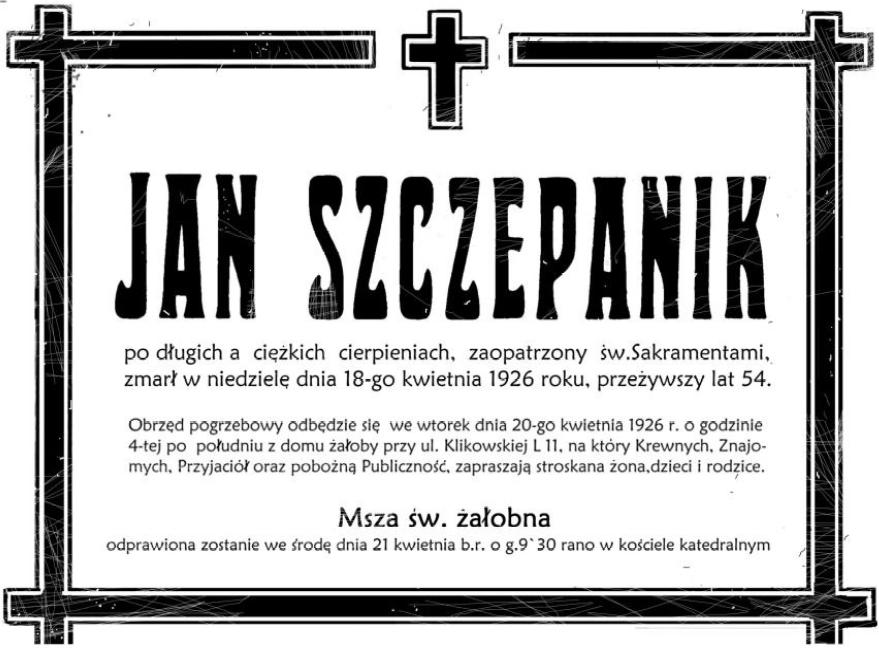
Aviso de muerte del inventor Polaco Jan Szczepanik.

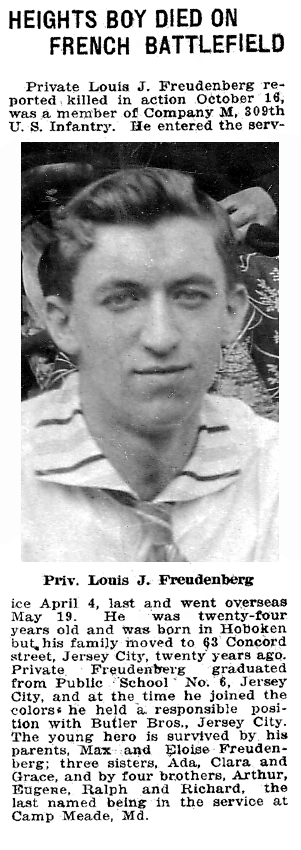
Ejemplo de esquela (obituario).

El formato tradicional de redacción de las esquelas incluye generalmente los siguientes aspectos:
- Borde o recuadro en negro o gris.
- En el caso de que el fallecido perteneciera a alguna religión, se utiliza el símbolo religioso centrado en la parte superior del recuadro.
  - En las esquelas católicas se incluye una cruz negra en la parte superior y la fórmula Q.E.P.D. (Que En Paz Descanse) o su equivalente en latín R.I.P. (Requiescat In Pace) bajo el anuncio del fallecimiento, así como opcionalmente se inserta una cita bíblica relacionada al fallecimiento, o se solicita se haga una oración.
  - En las esquelas judías se incluye una Estrella de David negra en la parte superior y la abreviatura Z.L (Zijronó Liberajá) bajo el nombre del fallecido.
- Los nombres y apellidos del difunto van en negrita y letra grande.
- Debajo del nombre: títulos nobiliarios y académicos, o bien el cargo, título o alias. También suelen utilizase frases indicando un motivo por el que se conocía al difunto. Este texto se escribe en un tamaño de letra menor que el nombre del fallecido, y generalmente en cursiva.
- Edad del muerto, y fecha y lugar de fallecimiento.
- Los nombres por orden de importancia de las personas que lo comunican (principalmente sus parientes próximos y sus más allegados), en muchos casos incluyendo una fórmula del tipo ruegan una oración por su alma.
- También indicación de la fecha y hora del velatorio y entierro, así como de las misas encargadas para el difunto o cualquier otro homenaje o acción destacada que se contemple hacer en esos días.

## Diseños y modelos de las esquelas y condolencias
Regularmente al contratar las esquelas o condolencias los diarios y periódicos reciben la información relacionada al fallecimiento, defunción o condolencias, el departamento de diseño de cada medio, le ofrece un catálogo de modelos para elegir.

## Las esquelas y las religiones
Si bien con bastante frecuencia los avisos fúnebres, de una u otra forma, están ligados a una religión, o al menos presuponen la existencia de un dios y lo citan implícita o explícitamente, en realidad esto no siempre es así. Véase por ejemplo en la referencia que se cita, un aviso mexicano de defunción algo distinto de lo usual, que se distingue por la ausencia de referencias religiosas y la introducción de un nuevo eufemismo laico, inspirado en el lenguaje biológico: "... completó su ciclo de vida en paz". Así, el lenguaje fúnebre contemporáneo se diversifica, y se nutre de las más diversas fuentes, inclusive aquellas vinculadas a la ciencia y/o a la filosofía.

## Esquelas, avisos fúnebres, obituarios
Antes de entrar en materia, repasemos las definiciones que da la Real Academia Española.
Obituario (De óbito). 1. Libro parroquial en que se anotan las partidas de defunción y de entierro. 2. Registro de las fundaciones de aniversario de óbitos. 3. Necrología. 4. Sección necrológica de un periódico.
Esquela (Etim. disc.). 1. Carta breve que antes solía cerrarse en forma casi triangular. 2. Papel o mensaje en que se dan citas, se hacen invitaciones, o se comunican ciertas noticias a varias personas, y que por lo común va impreso o litografiado. 3. Aviso del fallecimiento de una persona, que se publica en los periódicos con recuadro de luto, y donde se suele indicar fecha y lugar del entierro y del funeral, así como lista de personas que comunican la infausta noticia, etc.
Mortuoria. 1. Esquela (‖ Aviso de la muerte de una persona).
En definitiva, estos conceptos sin duda son cuasi sinónimos, pues todos ellos se refieren a una nota generalmente impresa (y frecuentemente publicada en uno o varios periódicos y/o afichada en un lugar público) que avisa del fallecimiento de una persona o que se refiere al mismo.
Ahora bien, en los distintos idiomas y en los distintos contextos comunitarios, en muchos casos se establecen ligeras diferencias entre estos conceptos.
En español generalmente se entiende esquela como el concepto más general que engloba a todos los demás.
Por su parte obituario presenta ligeras diferencias con respecto a aviso fúnebre. En efecto, un aviso fúnebre se da a difusión el día del fallecimiento de la persona y/o en los dos días que le siguen (casi siempre antes del entierro), y nunca lleva foto; además, el propio texto de ese aviso se elabora por parte de familiares y allegados, a posterioridad del fallecimiento o a lo sumo cuando el mismo se cree inminente. En cuanto al uso del término obituario, se entiende que con él se hace alusión a una nota que casi obligatoriamente siempre lleva una foto del fallecido, y donde fundamentalmente se destaca la trayectoria pública, profesional, y social, de la persona concernida; además, el obituario algunas veces se elabora por parte de periodistas o jefes de redacción no especialmente allegados al muerto, y en caso de personalidades públicas, redacciones de obituarios en borrador son generados y almacenados con la propia persona en vida, precisamente previendo un desenlace sorpresivo en algún momento, y para que ante esa eventualidad el medio de prensa (radio, televisión, medio escrito) pueda rápidamente elaborar una nota al respecto (y así cumplir con el interés y las expectativas de lectores y oyentes). Los obituarios también se difunden en oportunidad de algún homenaje póstumo que se realice al fallecido, y/o al cumplirse aniversario del nacimiento o del fallecimiento de la persona; en cambio, cualquier nota publicada por familiares o allegados del muerto, al mes de su fallecimiento o en cualquier otro aniversario, no se cataloga como aviso mortuorio o aviso fúnebre, sino como recordatorio, o en todo caso agradecimiento, aviso de homenaje, aviso de misa, etc.

## Esquelas en el internet
En la actualidad, además de existir las esquelas en su forma tradicional colocadas en lugares públicos o publicadas en los medios masivos tradicionales como los periódicos, también existe la posibilidad de hacer esas publicaciones en Páginas de Internet especializadas, cumpliendo con las mismas funciones pero adecuándose así a las necesidades y posibilidades tecnológicas actuales.
A diferencia de los sistemas tradicionales, las esquelas digitales permiten en muchos casos una interacción con el público para la firma de un libro de condolencias, y es posible compartir todos esos anuncios, comentarios, e informaciones, a través de las redes sociales, o bien por medio del correo electrónico.
Es común que al contratar en un periódico, este también ofrezca la posibilidad de publicarla de manera digital en las plataformas en línea, o a través de dispositivos móviles.